# ماري هنت
ماري هنت (بالإنجليزية: Mary Hunt)‏ هي كاتِبة أمريكية، ولدت في 1830، وتوفيت في 1906.

## وصلات خارجية
- ماري هنت على موقع الموسوعة البريطانية (الإنجليزية)